# After the Gold Rush
After the Gold Rush är ett musikalbum med Neil Young från 1970. 
Albumet är Youngs tredje som soloartist. Han hade tidigare samma år släppt succéalbumet Déjà Vu med Crosby, Stills, Nash and Young. After the Gold Rush nådde en åttondeplats på Billboards albumlista medan singlarna "Only Love Can Break Your Heart" och "When You Dance You Can Really Love" nådde 33:e respektive 93:e plats på Billboard Hot 100.
Tidningen Rolling Stone utnämnde 2003 albumet till det 71:a bästa i historien på sin lista The 500 Greatest Albums of All Time, strax före Harvest på 82:a plats.
Albumet är sedan 2014 invalt i Grammy Hall of Fame.

## Låtlista
Samtliga låtar skrivna av Neil Young, om inte annat anges.
1. "Tell Me Why" - 2:54
2. "After the Gold Rush" - 3:45
3. "Only Love Can Break Your Heart" - 3:05
4. "Southern Man" - 5:41
5. "Till the Morning Comes" - 1:17
6. "Oh, Lonesome Me" (Don Gibson) - 3:47
7. "Don't Let It Bring You Down" - 2:56
8. "Birds" - 2:34
9. "When You Dance, I Can Really Love" - 3:44
10. "I Believe in You" - 2:24
11. "Crippled Creek Ferry" - 1:34

## Medverkande
- Neil Young - gitarr, piano, munspel, vibrafon, sång
- Danny Whitten - gitarr, sång
- Nils Lofgren - piano, sång
- Jack Nitzsche - piano
- Billy Talbot - bas
- Greg Reeves - bas
- Ralph Molina - trummor, sång
- Bill Peterson - flygelhorn
- Stephen Stills - sång

## Listplaceringar
| Lista (1970-1971) | Position            |
| ----------------- | ------------------- |
| Japan             | 82 (Oricon)         |
| Kanada            | 5 (RPM)             |
| Nederländerna     | 1                   |
| Norge             | 17 (VG-lista)       |
| Storbritannien    | 7 (UK Albums Chart) |
| Sverige           | 14 (Kvällstoppen)   |
| USA               | 8 (Billboard 200)   |